# 석양초등학교 석성분교
석양초등학교 석성분교는 대한민국 충청남도 부여군 석성면 석성리에 있는 공립 초등학교이다.

## 학교 연혁
| 1908년 | 5월 1일   | 사립 석양학교 (석양관) 개교       |
| 1912년 | 11월 5일  | 석성공립보통학교 인가             |
| 1938년 | 4월 1일   | 석성공립심상소학교로 개칭         |
| 1941년 | 4월 1일   | 석성공립국민학교로 개칭           |
| 1947년 | 6월 10일  | 석성국민학교로 개칭               |
| 1957년 | 6월 10일  | 석양국민학교 분리                 |
| 1984년 | 3월 5일   | 병설유치원 개원                   |
| 1996년 | 3월 1일   | 석성초등학교로 개칭               |
| 2007년 | 8월 29일  | 과학실 개실                       |
| 2007년 | 12월 27일 | 도서관 개실                       |
| 2008년 | 5월 3일   | 개교 100주년 기념행사             |
| 2009년 | 8월 25일  | 2층 교실 및 1.2층 바닥공사        |
| 2016년 | 2월 4일   | 제102회 졸업장 수여식(총 5,810명) |
| 2016년 | 3월 1일   | 5학급 편성 (유치원 1학급 편성)    |
| 2017년 | 2월 9일   | 제103회 졸업장 수여식(총 5,816명) |
| 2017년 | 3월 1일   | 5학급 편성 (유치원 1학급 편성)    |
| 2025년 | 3월 1일   | 석양초등학교 석성분교로 개편      |

## 학교 동문
- 김무환: 민선 3,4기 부여군수 (한나라당)
- 유병돈: 민선 1,2기 부여군수 (자유민주연합)

## 참고 자료
- 석성초등학교 - 한국교육학술정보원 학교알리미